# Catharina Andersson-Gunnarsson
Lena Catharina Andersson-Gunnarsson, tidigare Gunnarsson, född 29 oktober 1949 i Fornåsa församling i Östergötland, är en svensk konstnär.
Andersson-Gunnarsson studerade vid Nyckelviksskolan på Lidingö 1969–1971 och vid Konstfackskolan 1972–1976.
Bland hennes offentliga arbeten märks utsmyckning för Göta lantmäns kontor i Norrköping, Folkets hus i Motala, Universitetssjukhuset i Linköping, Alfa Lavals huvudkontor i Södertälje, Kvarn stridsskola i Borensberg, Våra Gårdar i Gislaved, Seminavel i Skara, Mjölby hälsovårdscentral, Kungsörnens fabrik i Järna, Jordbruksdepartementet i Stockholm, Munkklostrets restaurang i Vadstena, Lagmansskolan i Mjölby och Kungsörnens huvudkontor i Stockholm. 
Andersson-Gunnarsson är representerad vid Östergötlands läns landsting, Statens konstråd, Linköpings kommun, Motala kommun och Mjölby kommun.